# آرکادی مانوچاروف
آرکادی مانوچاروف (ارمنی: Արկադի Մանուչարով؛ زادهٔ ۲۲ سپتامبر ۱۹۳۱) یک  سیاستمدار اهل ارمنستان است که از تاریخ ۱۹۹۰ تا تاریخ ۱۹۹۵ سمت نمایندگی دوره اول شورای عالی جمهوری ارمنستان را برعهده داشت.

## زندگی‌نامه
در 	۲۲ سپتامبر ۱۹۳۱ در ارمنستان به دنیا آمد . 